# Tistory
Tistory là một dịch vụ xuất bản blog Hàn Quốc cho phép người dùng blog cá nhân hoặc đa người dùng.
Nó lần đầu được phát hành bởi 'Tatter and Company', một công ty phát triển nền tảng blog người phát triển phần mềm 'Tattertools', 
cùng với Daum Communications một cổng thông tin điện tử ở Hàn Quốc vào năm 2006.
Vào tháng 7 năm 2007, tất cả các quyền quản lý dịch vụ được chuyển cho Daum.

## Liên kết
- Website chính thức